# Ellis Park
Ellis Park Stadium (ze względów sponsorskich zwany też Coca-Cola Park) – stadion w Johannesburgu w prowincji Gauteng w Południowej Afryce. Obiekt gościł duże imprezy, m.in. Puchar Świata w Rugby 1995, wygrany przez kadrę narodową gospodarzy, oraz Mistrzostwa Świata w Piłce Nożnej 2010. Obecnie na stadionie odbywają się rozgrywki rugby i piłki nożnej, a także jest używany do innych dużych wydarzeń takich jak koncerty.
Zbudowany w osiem miesięcy stadion został nazwany na cześć Johna Dowella Ellisa, który udostępnił teren na jego budowę. Pierwszy mecz na nowej arenie odbył się w czerwcu 1928. Na przełomie lat siedemdziesiątych i osiemdziesiątych XX w. został zburzony i zbudowany od nowa, a oddanie nowego obiektu nastąpiło w 1982 r. Ostatnia modernizacja polegająca na zwiększeniu liczby miejsc miała miejsce przed MŚ 2010. Nazwa obiektu została wykupiona w 2008 roku przez The Coca-Cola Company za 450 mln ZAR (58 mln USD/30 mln GBP), co dało zmianę nazwy na Coca-Cola Park.
Na stadionie odbyły się też mecze międzynarodowe, grały na nim takie zespoły jak Brazylia, Manchester United i Arsenal F.C. Ellis Park jest położony na południowym wschodzie Johannesburga, niedaleko Johannesburg Stadium (Lekkoatletyka), Standard Bank Areny (tenis) i pływalni o wymiarach olimpijskich.
Dawniej odbywały się na stadionie mecze krykieta, obiekt był gospodarzem sześciu meczów reprezentacji narodowej między 1948 a 1954 rokiem, ale w 1956 roku rozgrywki zostały przeniesione na nowo otwarty Wanderers Stadium.
Rekord frekwencji padł w 1955 r. podczas meczu rugby pomiędzy RPA a British and Irish Lions, który oglądało 100 000 osób.
Stadion był też miejscem największej tragedii w południowoafrykańskim sporcie – 11 kwietnia 2001 tłum stratował 43 osoby w trakcie derbowego meczu pomiędzy Orlando Pirates a Kaizer Chiefs.
Na Coca-Cola Park grają następujące zespoły:
- Orlando Pirates (Premier Soccer League);
- Lions (Super Rugby);
- Golden Lions (Currie Cup);
- reprezentacja RPA w rugby.

## Wydarzenia sportowe

### Puchar Świata w Rugby 1995
Stadion był areną pięć meczów rozegranych w ramach Pucharu Świata w Rugby, w tym finał, oglądany przez 65 tysięcy widzów, w którym reprezentacja gospodarzy pokonała w dogrywce drużynę All Blacks.

### Puchar Konfederacji 2009
Na Coca-Cola Park odbyły się niektóre mecze w ramach Pucharu Konfederacji 2009, który odbył się w dniach 14-28 czerwca 2009 r.

### Mistrzostwa Świata w Piłce Nożnej 2010
Coca-Cola Park był gospodarzem pięciu meczów grupowych, jednego meczu drugiej rundy i jednego ćwierćfinału na MŚ 2010. W ramach mistrzostw stadion został rozbudowany o północną trybunę o pojemności 5000 miejsc, dzięki czemu stadion może pomieścić 65 000 kibiców. Polskim akcentem na stadionie są krzesełka wyprodukowane i dostarczone przez polską markę Forum Seating należącą do krośnieńskiej Grupy Nowy Styl. Przy okazji przebudowy zostały dobudowane także pokoje gościnne i szatnie. Całkowite koszty remontu, który zakończył się w czerwcu 2008 roku – dwa lata przed MŚ 2010, wyniosły 500 mln ZAR.

## Opis przebudowy
- Do przebudowy użyto 30 000 m³ betonu;
- Do zbrojenia zużyto ponad 4500 ton stali na powierzchnię 48 000 metrów kwadratowych, która nie obejmowała trybun;
- Zużyto 3 mln cegieł, zamontowano różnej wielkości 1372 okien,zużyto 4,1 km rur do poręczy.